# Parmotrema convolutum
Parmotrema convolutum är en lavart som beskrevs av Elix & J. Johnst. Parmotrema convolutum ingår i släktet Parmotrema och familjen Parmeliaceae.   Inga underarter finns listade i Catalogue of Life.